# Gabriel Bajerski
Gabriel Bajerski von Beyersee herbu własnego, urodzony ok. 1444 r. w Beyersee/Bajerze, gmina Kijewo Królewskie, w zamożnej niemieckiej rodzinie pochodzącej z Beyersee (Dolna Frankonia, Bawaria). Zmarł ok. 1510 r.

## Edukacja
Syn Jana Bajerskiego von Beyersee, wojewody pomorskiego i Marianny z domu Łoś herbu Dąbrowa. Od 1465 roku był studentem Akademii Krakowskiej. W 1474 roku jako kleryk Kurii w Kolonii, starał się uzyskać synekurę w Gdańsku.

## Duszpasterstwo i służba cywilna
W latach 1479–1484 był proboszczem parafii w Nowym Stawie a następnie Św. Mikołaja w Elblągu. 24 lutego 1482 roku otrzymał wyższe święcenia kapłańskie w Rzymie. W latach 1480–1485 był sekretarzem, notariuszem i posłem w sprawach wyjątkowej wagi króla Kazimierza IV Jagiellończyka. Król Kazimierz IV Jagiellończyk darzył wyjątkowym zaufaniem rodzinę Bajerskich, poczynając od jego dziada, Mikołaja Bajerskiego – współzałożyciela Związku Pruskiego, poprzez ojca, Jana Bajerskiego – wojewodę pomorskiego.